# Якшинский (станция)
Якшинский — железнодорожная станция однопутной неэлектрифицированной линии Бельково-Иваново Ярославского региона Северной железной дороги, расположена в одноименном селе Морозовского сельского поселения Тейковского района Ивановской области.
Железнодорожная станция имеет одну боковую низкую посадочную платформу. Есть здание вокзала, турникеты не установлены.

## Коммерческие операции, выполняемые по станции
На станции Якшинский производятся следующие операции: прием и выдача повагонных отправок грузов, допускаемых к хранению на открытых площадках станций; посадка и высадка пассажиров на (из) поезда пригородного и местного сообщения. Прием и выдача багажа не производятся.

## Дальнее сообщение
На станции ежедневно останавливаются пассажирские поезда №661/662 Кинешма-Иваново-Москва, дополнительные поезда, курсирующие по линии в дни повышенного пассажиропотока, по станции остановки не имеют. 
| Круглогодичное обращение поездов | Круглогодичное обращение поездов | Круглогодичное обращение поездов | Круглогодичное обращение поездов |
| № поезда                         | Маршрут движения                 | № поезда                         | Маршрут движения                 |
| -------------------------------- | -------------------------------- | -------------------------------- | -------------------------------- |
| 661                              | Кинешма — Москва                 | 662                              | Москва — Кинешма                 |

## Пригородное сообщение
На платформе имеет остановку рельсовый автобус Иваново — Александров (по состоянию на май 2019 года — 1 пара поездов в сутки ежедневно), и рельсовый автобус Юрьев-Польский — Иваново (1 пара поездов в сутки, утром на Иваново, вечером из Иваново). Время движения от станции Александров составляет 3 часа 24 минут по отдельным летним дням в расписании - 3 часа 47 минут, до Александрова - 3 часа 5 минут, от станции Иваново - от 57 минут до 1 часов 28 минут, до станции Иваново - от 57 минут до 1 часа 8 минут (в зависимости от поезда и дня расписания).
- Расписание пригородных поездов. Яндекс.Расписания.